# Virág Benedek

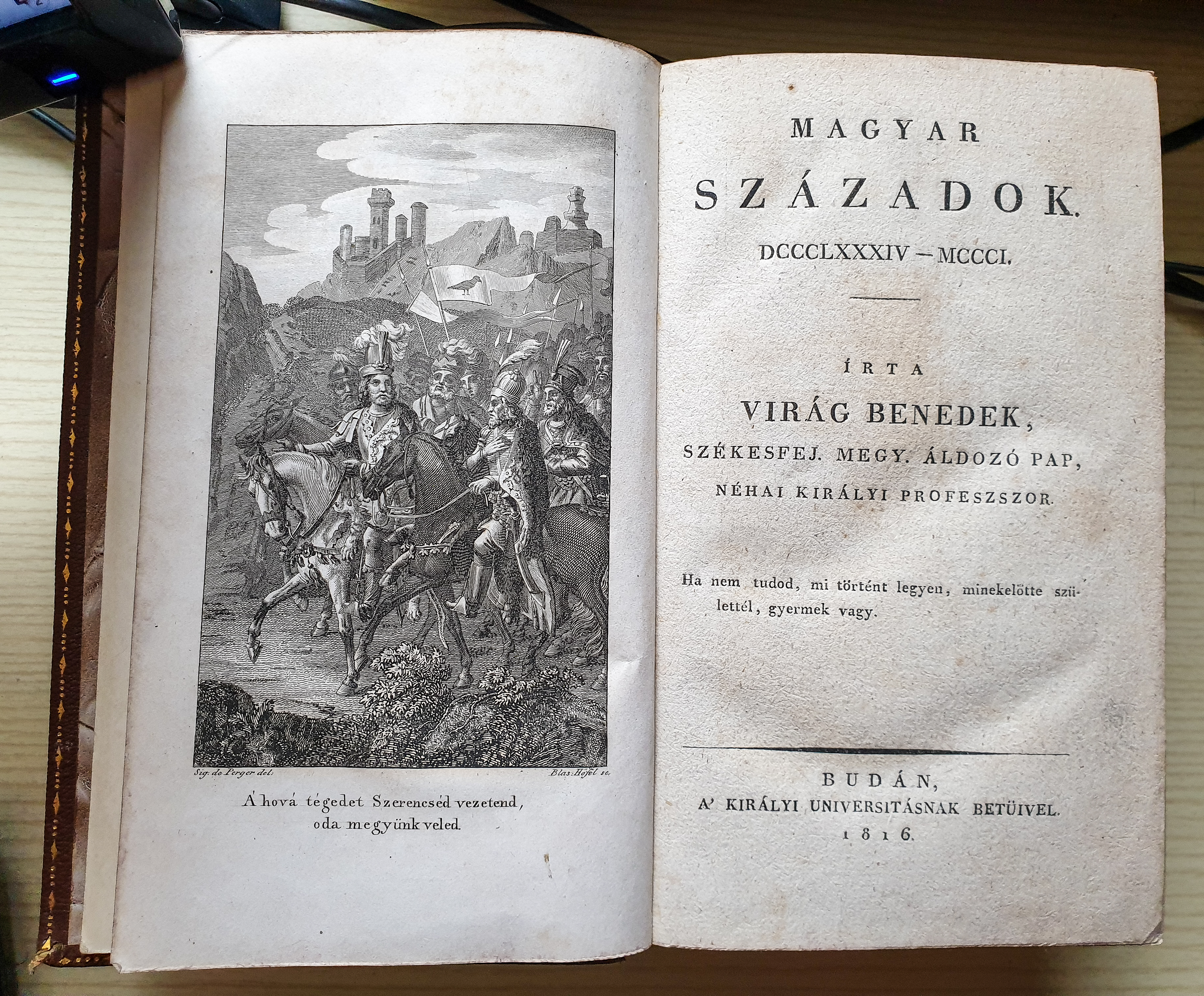
Magyar századok című művének címlapja, 1816-os kiadás

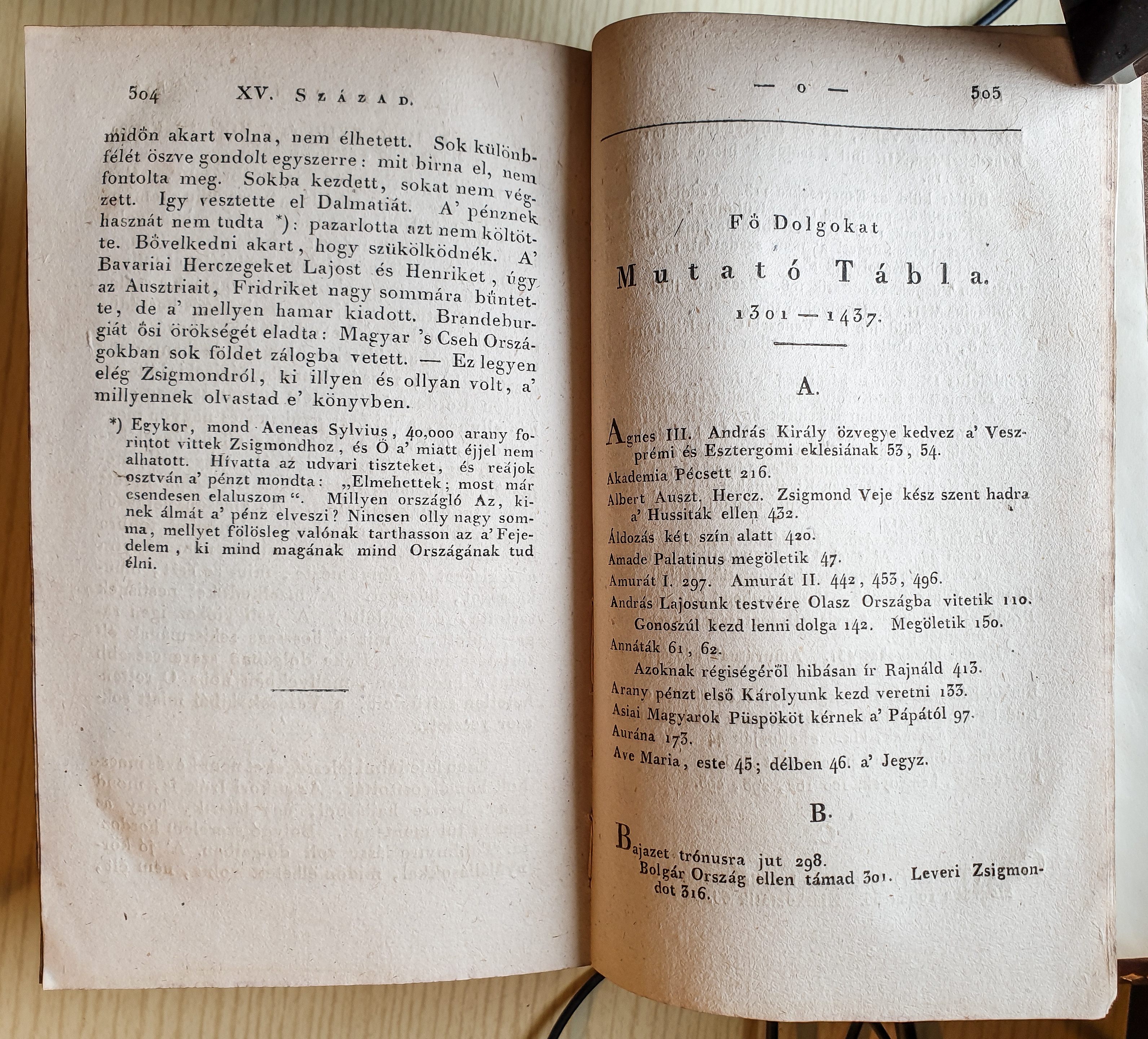
A kötet névmutatót is tartalmaz

Virág Benedek (1775-ig Virág Ádám Ignác, Dióskál, 1752 vagy 1754. augusztus 31. – Buda, Tabán, 1830. január 23.) tanár, költő, műfordító, történetíró, a magyar ódaköltészet első mestere.

## Élete
Dióskálon jobbágycsaládban született, gyermekéveit Nagybajomban töltötte. (Születési évét és helyét Szalay Gyula irodalomtörténész a nagykanizsai gimnázium anyakönyvéből állapította meg.) 13 éves korában Nagykanizsán a piaristáknál kezdette a gimnáziumot. 1772-ben a retorikai osztályba Pestre ment.

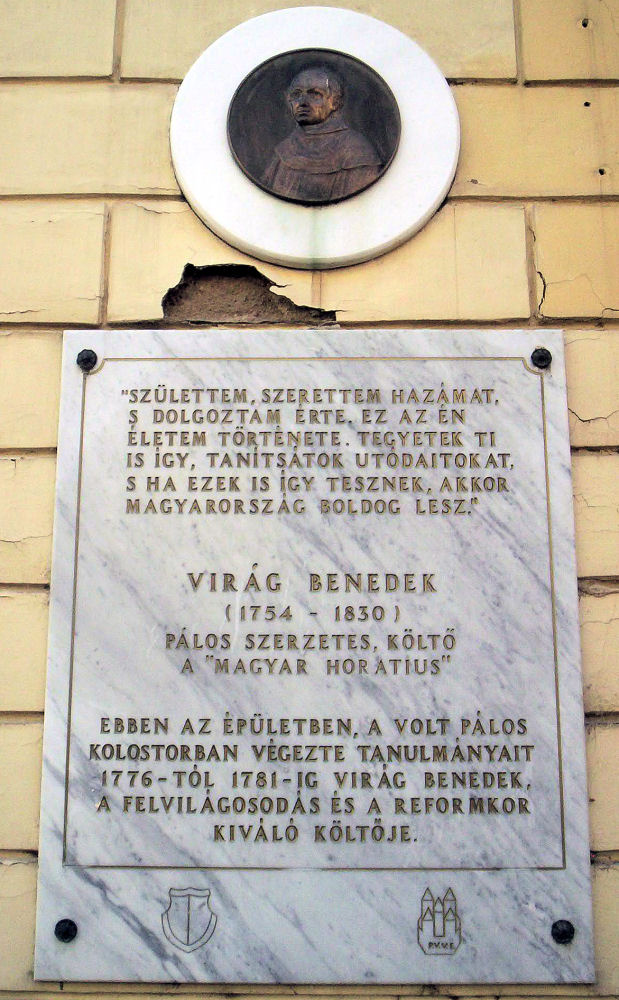
Emléktábla Pécsen

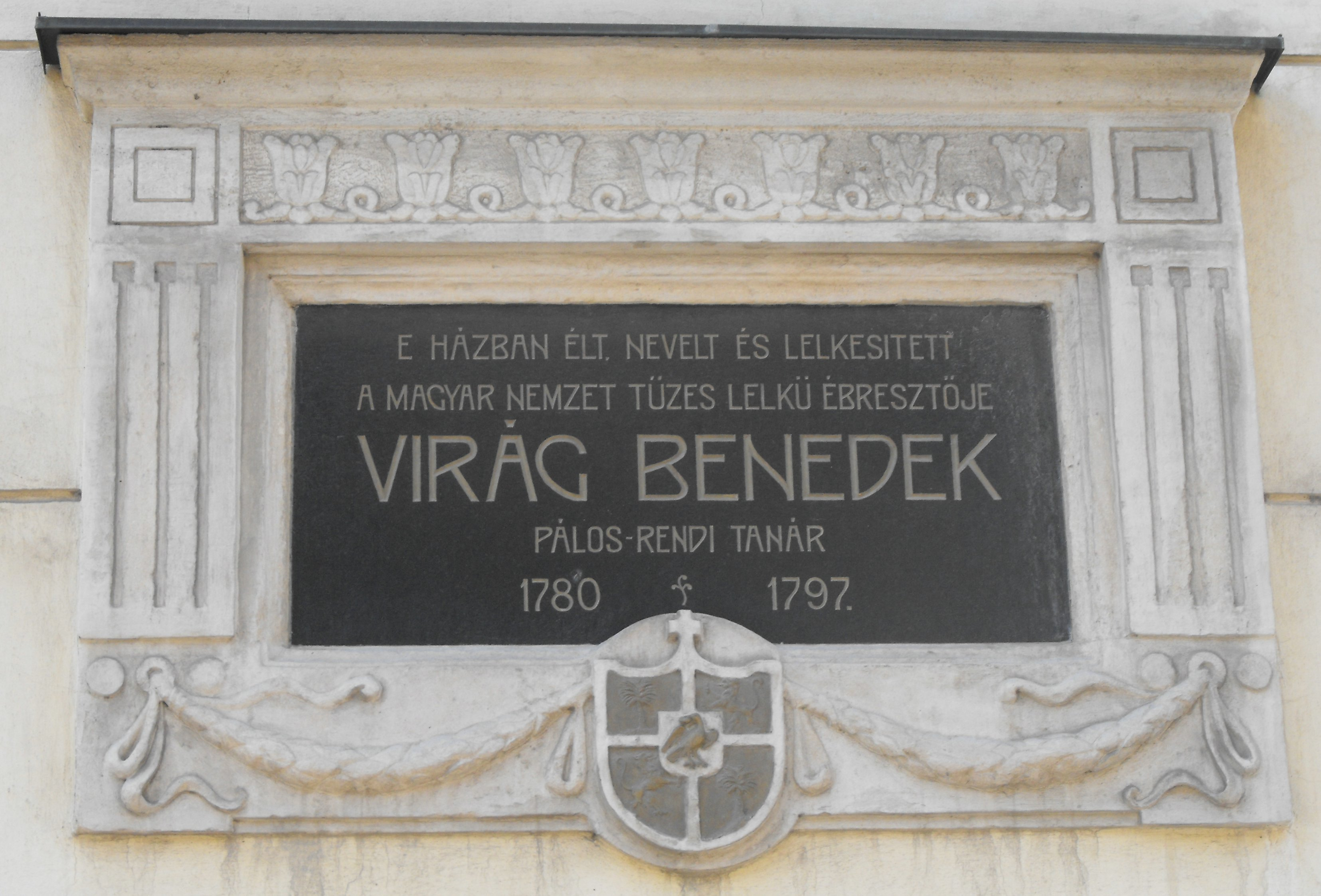
Emléktáblája Székesfehérvárott

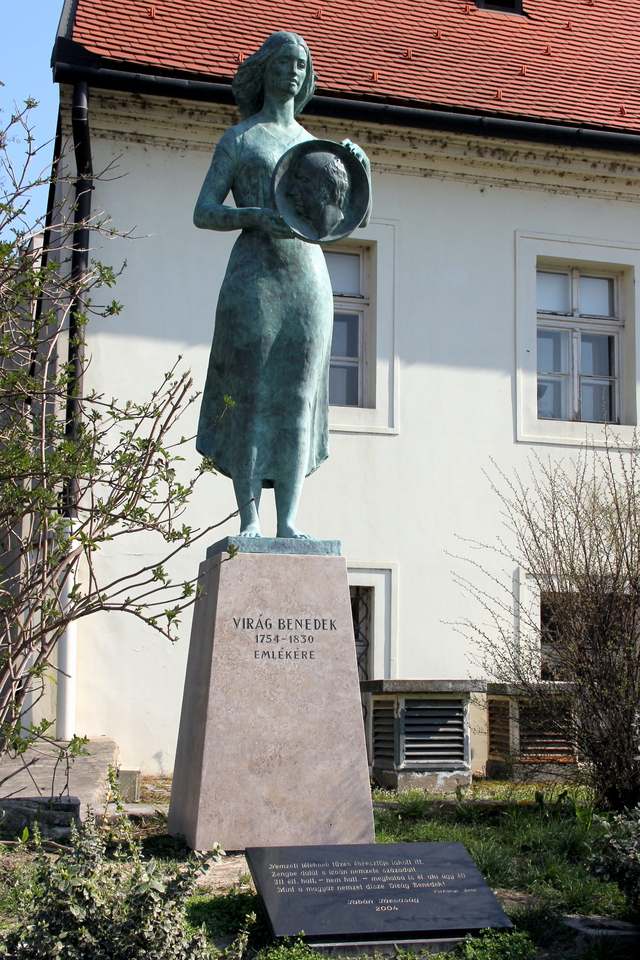
Emlék a Tabánban, az Apród utcában

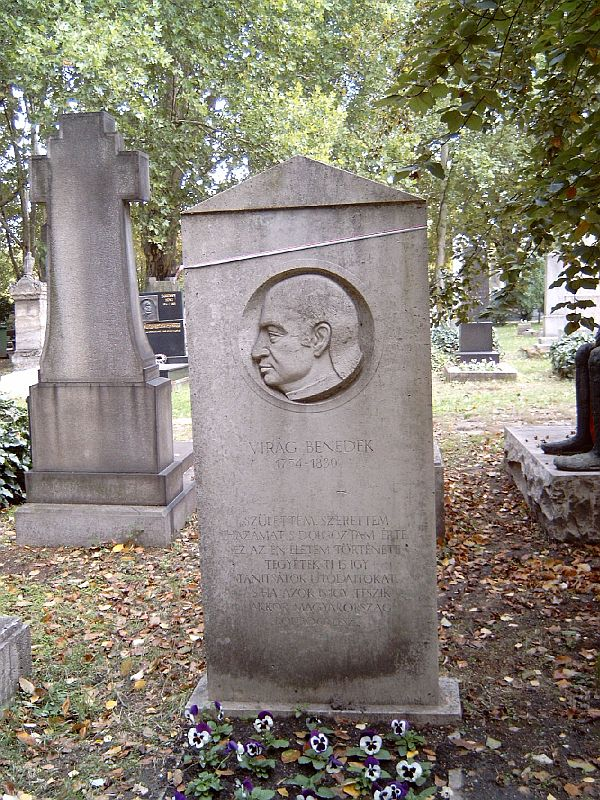
Virág Benedek sírja Budapesten. Kerepesi temető: 34/2-2-13. Kőfalvi Gyula szobrász alkotása.

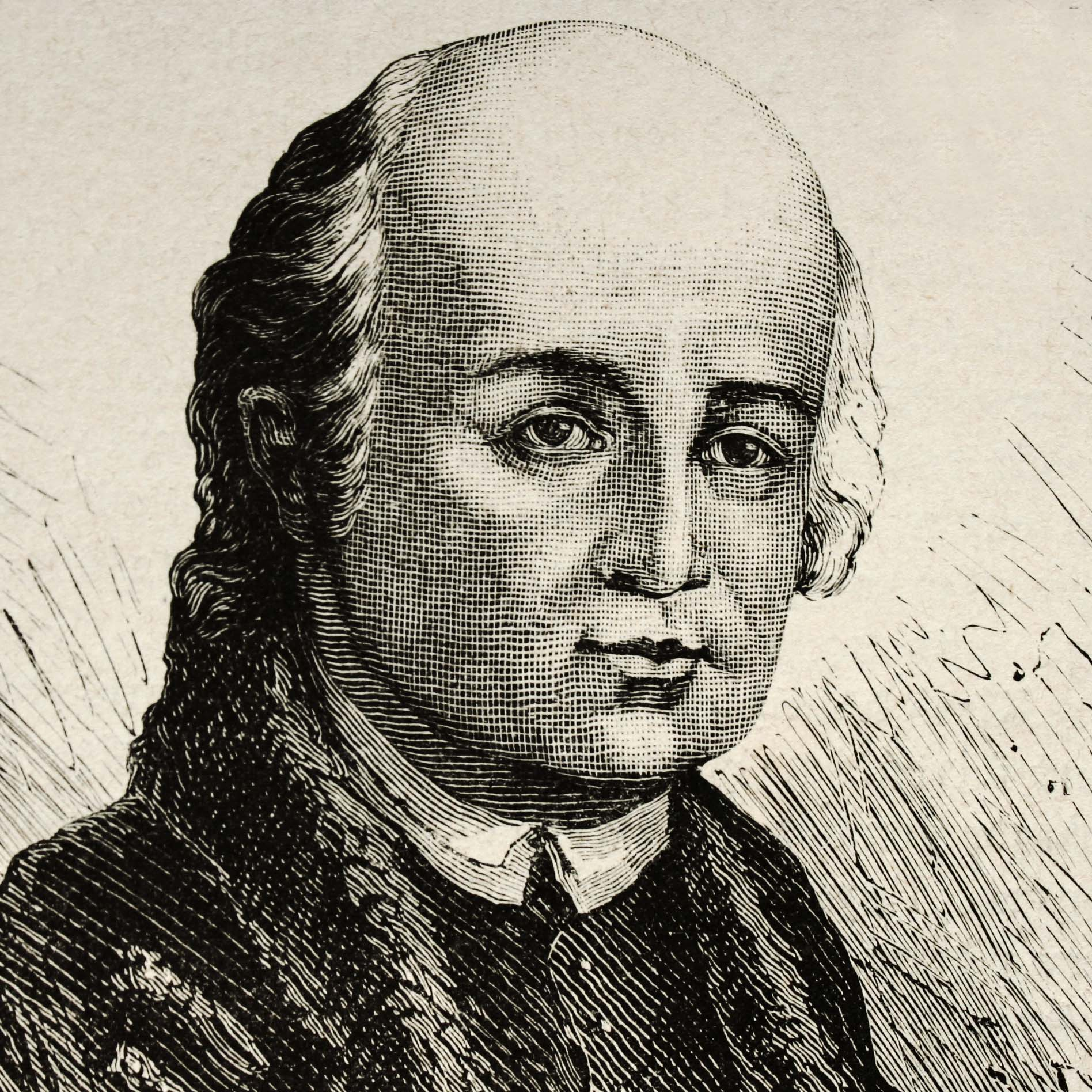
Virág Benedek arcképe, amely a rá emlékező cikk illusztrációjaként jelent meg 1880-ban

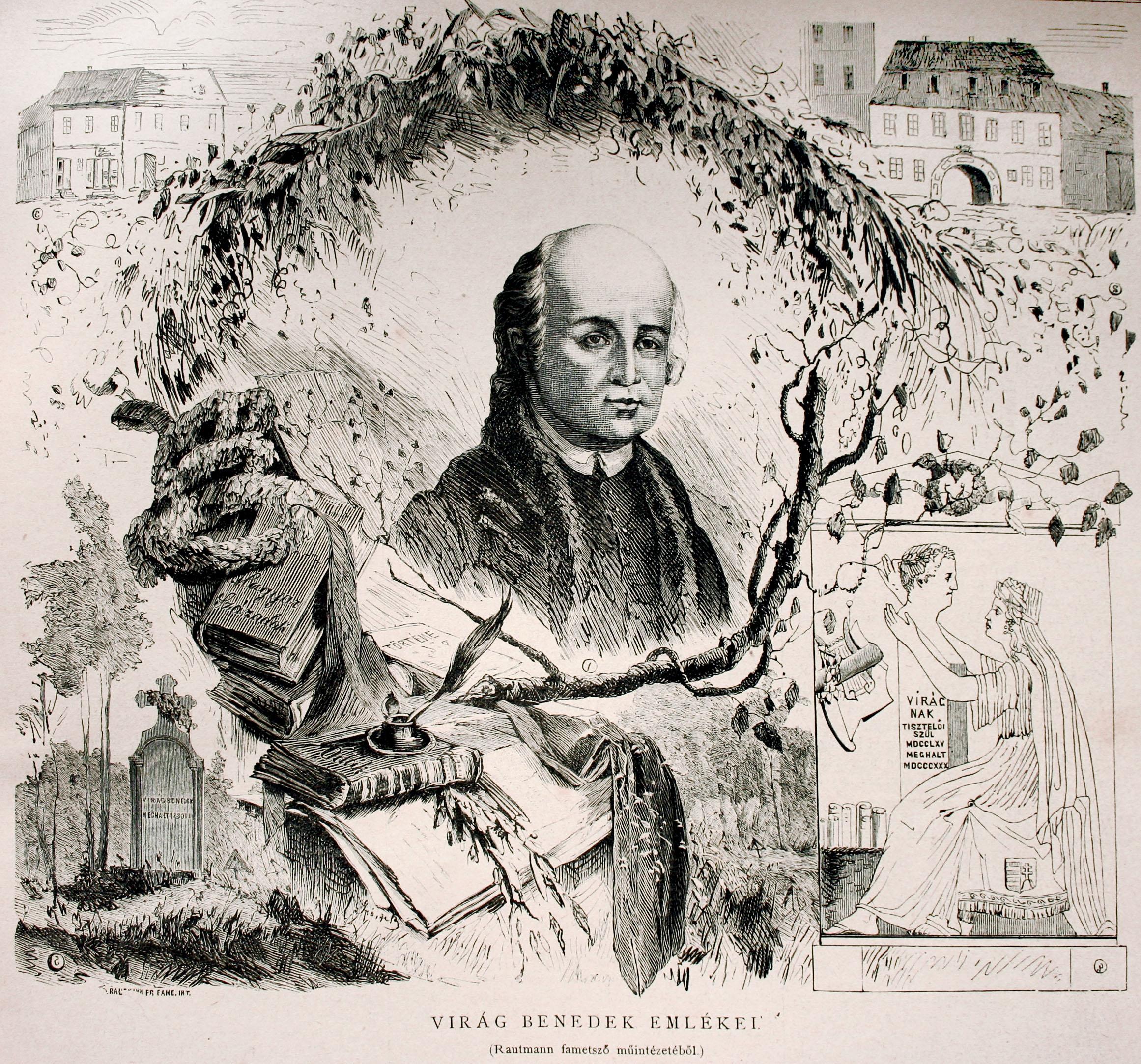
Virág Benedek emlékei az Ország Világ című folyóiratban (1880)

1775-ben Pesten a pálos rendbe lépett. Az újoncévet a márianosztrai kolostorban töltötte. Bölcseleti és teológiai tanulmányait Pécsett fejezte be. 1781-ben Esterházy Pál pécsi püspök, aki maga is pálos szerzetes volt, pappá szentelte. Fölszenteltetése után Székesfehérváron kezdett tanítani a pálos (mai ciszterci) gimnáziumban.
Egyik szervezője volt az 1779-ben megalakult Hazafiúi Magyar Társaságnak, amely a honi szellemi élet irányítójaként működött.
Amikor II. József 1786-ban feloszlatta a pálos rendet, Virágot a székesfehérvári egyházmegye világi papságába vették fel, s megmaradhatott tanári állásában. Itt nehéz időket élt meg, ugyanis legjobb barátja, Ányos Pál elhunyt, több íróbarátja is belekeveredett a Martinovits-féle összeesküvésbe, Kazinczy Ferenc, akivel állandó levelezésben állott, fogságba került, Virágot pedig tüdőbaj támadta meg, ezért pihenésre vágyott. 17 évi tanári működését követően megkérte a gimnázium igazgatóját, hogy jelölje ki utódját, ugyanis ő Székesfehérvárról elköltözik, mivel a város párás levegője, mocsaras területeinek kigőzölgése egészségét megrontotta. Virágot felmentették a szolgálat alól, háromszáz forint nyugdíjat ítéltek meg neki, amelyet a vallásalapból kapott nyugdíjként.
1794-ben Pestre költözött, és a Batthyány családnál nevelősködött; azonban betegsége miatt lemondott nevelői állásáról, és Budán húzódott meg. 300 váltóforint jövedelmét leapasztotta később a forint elértéktelenedése, és csak a 20-as években javította meg József nádor néhány száz forinttal. Segítséget csak igen jó barátaitól és írótársaitól fogadott el, azt is csak úgy lopták hozzája (például tűzifát).
De a magyar ódaköltészet első mestere még ilyen körülmények között is példaadóan alkotott. Virág Benedek – magát a szelíd tudományok volt királyi tanítójának nevezve – „Nagy reménységű ifjainknak” Pesten 1805. március 7-én kelt ajánlással megjelentette a II. András magyar király 1222. esztendőben kelt és Székesfehérvárott latin nyelven kiadott aranypecséttel ellátott királyi dekrétuma, az Aranybulla első magyar nyelvű kiadását.
Az 1810-es tabáni tűzvészben elégett minden holmija, s a katasztrófa attól a csekélységtől is megfosztotta, amije volt; elégtek a Magyar Századok példányai is. Egy szál ruhában kényszerült menekülni, amikor a tűzvész kitört. Előbb egy pesti barátjánál lakott, ezután Fejér vármegyei paptársainál húzta meg magát. Amikor visszatért Budára, anyagilag is talpra állt egy pályadíj megnyerése révén. „Egy éltes hazafi", aki magát nem nevezte meg, az ország tudósaihoz, íróihoz, költőihez fordult, hogy feleljenek az újságokban azon kérdésére, hogy mire fordítsa százezer forintot kitevő vagyonát. Virág Benedek azt felelte: „Fordítsa az irodalom pártolására". Az éltes hazafi megfogadta Virág tanácsát, és a feleletre kitűzött pályadíjat eljuttatta a szent öreghez, akit íróbarátai „magyar Horatius”-nak neveztek.
Rendszeresen fölkeresték a Pestre jövő írók: Kazinczy Ferenc, Berzsenyi Dániel és a pesti írók: Vitkovics Mihály, Szemere Pál, Kisfaludy Károly, Bajza József, Toldy Ferenc, Vörösmarty Mihály és mások.
Bármennyire is szerény körülmények között élt Virág Benedek, a nyugdíj és a pályadíj hamar elfogyott, a szerzetes ugyanis reggelenként és esténként rengeteg pénzt osztott ki a szegények között.
Életének utolsó két évét állandó betegeskedésben töltötte. 1830. január 23-án halt meg, január 25-én temették el. A temetés költségeit Ürményi József országbíró özvegye, Komjáthy Anna fedezte. Óriási tömeg kísérte koporsóját a Ráctemetőbe. Sírja fölé egyik tanítványa, Reseta János egyetemi tanár állíttatott kegyelete jeleként vörös márványfeszületet, ezt 1938-ban, amikor a szerzetes-költő földi maradványait átvitték a gellérthegyi sziklakápolna mellé, sírja fölé állították.
Sírfelirata:
SZÜLETTEM. SZERETTEM HAZÁMAT S DOLGOZTAM ÉRTE. EZ AZ ÉN ÉLETEM TÖRTÉNETE. TEGYETEK TI IS ÍGY. TANÍTSÁTOK UTÓDAITOKAT, S HA AZOK IS ÍGY TESZIK, AKKOR MAGYARORSZÁG BOLDOG LESZ.

## Emléke
- Szülőfalujában, Dióskálon 1930 óta a helyi római katolikus templom keleti falán emléktáblája, 2005 óta pedig Dióskál főterén (Béke téri emlékpark) köztéri szobra van.[8][9][10]
- Nevét viseli a márianosztrai Virág Benedek Általános Iskola.[11]
- Budai lakóhelye, mai nevén a Virág Benedek Ház jelenleg kiállítótér és kulturális-közösségi központként működik.[12]
- Egy korábbi lakhelyén, az ercsi plébánia falán emléktábla őrzi emlékét.
- Emlékére szobrot állítottak a budapesti I. kerületben. (Szoborlap.hu)
- Több magyar településen (Virág Benedek utca például Dióskálon, Székesfehérváron, Veszprémben, Budapesten) közterületeket neveztek el róla.
- Nevét viseli a nagykanizsai Batthyány Lajos Gimnázium kórusa, a Virág Benedek ifjúsági vegyes kar.

## Művei
Mint pécsi teológus levelezett a szintén pálos Ányos Pállal, és miután latin verseket már előbb is írt, írt magyar ódákat és hexameteres verseket a Magyar Múzeumba (1788–92) és az Orpheusba (1790); Kazinczyhoz írt 27 levele van a Kazinczy Ferenc Levelezése c. gyűjtemény IV–XI. köteteiben.
1. A székes fejér-vármegyebéli nemességhez, mikor a magyar korona őrizésére Budára menne Apr. 14 Napj. 1790. Buda (költemény, névtelenül) Online
2. Tekéntetes nemes Székes Fejér Vármegye öröm-ünnepére írt versek. Aprilis13., 14. napj. 1790. Pest (névtelenül)
3. Carmen Seren. reg. principi Josepho Hungariae locumtenenti sacrum 1795. Buda (végén: Sándor Leopold Királyi herczeg palatinus emlékezete versekben)
4. Ének a hazafiakhoz. Pest, 1797
5. Ad nobiles e castris reduces. Hely és év n.
6. Virág Benedek munkái. Pest, 1799 (Magyar Minerva III. k.) Az eredeti kiadás a Digitális Klasszika honlapján.
7. Öröm ének. Hely n. (1800. József nádor és nejének Alexandrának Budára érkezése.)
8. Békesség óhajtás. Hely n. 1801 (költemény)
9. Horátzius Poétikája. Pest, 1801 Online
10. Lélius, vagy M. T. Cicerónak beszélgetése a barátságról. Magyarázta. Uo. 1802
11. Ft. Dományi Márknak, midőn a kegyesiskolákbéli szerzet őket provinciálisának választotta 1802. szept. 26. Hely n. (költemény)
12. Carmen Ill. ac Rev. Dno Francisco Miklósi Magno Varadinensium episcopo sacrum. Pestini, 1803
13. Az üdősb Kátó vagy M. T. Cicerónak beszélgetése az öregségről. Magyarázta. Uo. 1803
14. Négy predikátzio az anyaszentegyház négy evangelistáinak ünnepeire és: A Salve Regina magyarázattya. Uo. 1803. Telegdi Miklós munkáiból
15. Magyar poeták kik római mértékre írtak 1540–1780. Uo. 1804
16. Különös letzke a Szüz Mária képéről a magyar aranyon. Miller Jakab Ferdinand után írta. Uo. 1804 Archiválva 2021. január 22-i dátummal a Wayback Machine-ben
17. II. András arany bullája 1222. Kiadta magyarul. Uo. 1805
18. Négy prédikáczió. Uo. 1805
19. Két elmélkedés Fleury Klaudius apátúr egyházi historiájából. Buda, 1806
20. A hetedik elmélkedés Fleury K. úrnak egyházi historiájából, az egyházi törvényhatóságokról. Pest, 1808
21. Magyar századok IX–XIII. Buda, 1808, rézmetszettel (2. kiadás. Uo. 1811)
22. Jegyzetek a Magyar Beszédnek részeire. Buda, 1810
23. Poemák. Uo. 1811 (ism. Annalen der Literatur. Wien, 1811. III. 322. 1.)
24. Memoria Exc. III. ac Rev. Dni Nicolai Milassin secundi apud Alba-Regalenses episcopi anni 1811. die 2. Juli mortui. Budae, 1811
25. Baróti Szabó Dávidnak 1812. decz. 30. Hely n. (költemény)
26. Antionio Dréta abbati de Pilis et Szántó creato 1812. Weszprimii (költemény)
27. Thalia. Pest, 1813 (költemények)
28. Euridice. Uo. 1814 (költemények) Online
29. Döme Károlynak Metastasioból tett fordításaira 1815. okt. 25. Buda (költemények)
30. Q. Horatius Flaccus levelei. Ford. Buda, 1815
31. Költemények. Uo. 1816
32. Magyar századok MCCCI-MCDXXXVII. Buda, 1816
33. Hunyadi László. Tragédia három játékban. Uo. 1817, rézmetszettel (Bessenyei György tragédiájának versbe szedése)
34. Poesia. Uo. 1817
35. Költemények hatos jambusokban Phaedrusként. Uo. 1817
36. Epodusok Horatiusból. Ford. Uo. 1817
37. Költemények Phaedrusként két szerzelékkel. Uo. 1819
38. Carmen alcaicum (az utolsó lapon: Illustr. ac. Rev. Dno Joanni Ladislao Pyrker de Felső-Eőr-Scepusiensium episcopo etc. 1819.) Uo.
39. Magyar prosodia és magyar irás, vagy inkább ezen két tárgyról rövid észrevételek. Uo. 1820
40. Szatirák Horatiusból. Uo. 1820
41. Poetai munkák. Pest, 1822, két könyv (2. bőv. kiadás) Online
42. Q. Horatius ódái. Ford. Buda, 1824. Az eredeti kiadás a Digitális Klasszika honlapján (Bpest, 1873., 1876. és 1903. Római Remekírók 14., 15.)
43. Magyar lant. Buda, 1825, három füzet Online
44. Horácz ódái; ford. Virág Benedek; Lampel, Pest, 1862 (Római remekírók)
45. Virág Benedek poétai munkái. 3. teljesb kiadás; sajtó alá rend. Toldy Ferenc; Heckenast, Pest, 1863
46. Magyarország története. A legrégibb időktől korunkig, 1-2.; Virág Benedek, Horváth Mihály, Kerékgyártó Árpád, Jókai Mór sat. után a magyar nép számára egybeállítá Kuliffay Ede; Heckenast, Pest, 1870
47. Virág Benedek válogatott költeményei; bev., jegyz. Zlinszky Aladár; Lampel, Bp., 1899 (Magyar könyvtár)

## Modern kiadások
- Virág Benedek válogatott művei. Vál., a szöveget gond., a bev. tanulmányt és a jegyzeteket írta Lőkös István. Bp., 1980
- Magyar századok; vál., sajtó alá rend., utószó Mezei Márta, jegyz., latin szövegford. Wimmer Éva; Magvető, Bp., 1983 (Magyar hírmondó) Elektronikus változat a MEK-ben
- Aranybulla; előszó, jegyz., szerk. Szigethy Gábor; 2. jav. kiad.; Holnap, Bp., 1999
  - Virág Benedek 1805-ben, Nagy Gyula 1899-ben és Érszegi Géza 1972-ben készült fordítása
- II. Endre Aranybullája; előszó, jegyz. Szigethy Gábor; Magvető, Bp., 1987 (Gondolkodó magyarok)
  - Virág Benedek 1805-ben, Nagy Gyula 1899-ben és Érszegi Géza 1972-ben készült fordítása
- Magyar lant. Virág Benedek zsoltárfordításai; szerk. Kremnitzky Gábor; Fejér Megyei Pedagógiai Szakmai és Szolgáltató Intézet, Székesfehérvár, 2006 (Bibliotheca Alba)
- Kazinczy emlékév. Virág Benedek levelei Kazinczy Ferencnek, Tabán Társaság, 2009
- Virág Benedek' poétai munkáji; sajtó alá rend. Porkoláb Tibor; Universitas, Bp., 2011 (Régi magyar költők tára, XVIII. század)